# Clamart
Clamart je jugozahodno predmestje Pariza in občina v francoskem departmaju Hauts-de-Seine regije Île-de-France. Leta 2010 je imelo naselje 52.546 prebivalcev.
Clamart je razdeljen na dva dela, ločena z gozdom, zgodovinski Bas-Clamart in novejši Petit-Clamart, zgrajen v 60. letih 20. stoletja na ozemlju nekdanjih nasadov graha.

## Administracija
Clamart je sedež istoimenskega kantona, v katerega je vključen severni del občine z 33.004 prebivalci, medtem ko je južni del občine vključen v kanton Le Plessis-Robinson. Kanton Clamart je sestavni del okrožja Antony.

## Zanimivosti
- mestna hiša Hôtel de Ville (17. do 19. stoletje),
- trg Place Maurice-Gunsburg, z vodnjakom,
- knjižnica La Bibliothèque ronde
- sklad Fondation Arp, muzej z deli francoskih umetnikov Jeana Arpa in Sophie Taeuber.

## Pobratena mesta
- Artachat (Armenija),
- Lüneburg (Nemčija),
- Majadahonda (Španija),
- Penamacor (Portugalska),
- Scunthorpe (Združeno kraljestvo).